# هانس وترستروم
هانس وترستروم (انگلیسی: Hans Wetterström؛ ۱۱ دسامبر ۱۹۲۳ – ۱۷ نوامبر ۱۹۸۰) قایقران کانو اهل سوئد بود.
وی در مسابقات کشوری و بین‌المللی در مجموع برندهٔ ۳ مدال طلا، ۳ مدال نقره شده‌است.